# Mellanström
Mellanström (tussen stromen) is een gehucht binnen de Zweedse gemeente Arjeplog. Het dorpje is gelegen aan de plaatselijke weg tussen Arjeplog en Slagnäs. Het ligt op een eiland, dat door middel van de weg verbonden is met andere eilanden.
Bestuurscentrum: Arjeplog (tätort)
Småort: Laisvall · Slagnäs
Overig: Adolfström · Gautosjö · Hällbacken · Jäkkvik · Kasker · Kurrokvejk · Laisvall by · Luokta-Mavas · Maskaur · Mellanström · Miekak · Örnvik · Racksund · Semisjaur-Njarg · Ståkke · Svaipa · Tjärnberg · Västra Kikkejaur